# Fantastic Duo
《Fantastic Duo：我手中的歌手》（韓語：판타스틱 듀오 ：내 손에 가수）是韓國SBS電視台《星期天真好》一部的綜藝節目，於2016年2月9日試播，第一季於4月17日起逢韓國時間星期日下午4時50分開始播放，每集約100分鐘，由全炫茂擔任主持。10月26日，SBS電視台方面表示，綜藝節目《Fantastic Duo：我手中的歌手》將於11月20日播出最後一集。2017年2月8日，SBS電視台方面表示，綜藝節目《Fantastic Duo：我手中的歌手》將於四月中旬播出第二季，MC由全炫茂繼續接任主持。

## 節目形式
每集共有3~4位歌手進行競演，而每位歌手都必須在眾多申請者中選出一位拍擋，以便於決賽舞台中進行二重唱競演。一般觀眾挑選希望能夠合唱的歌手後，需要上載其對唱影片至手機應用程式「everySing」，才可成為正式的申請者。而節目組會從首輪眾人當中選出5~10名申請者以進入次回合；在次回合的申請者，其申請時之部份影片會在正規節目中播放；而在次回合之數人當中，只有三名申請者能夠進入第三回合，並得到出演節目的邀請。及後此三名參賽者會在歌手面前，進行初印象及1：3對決舞台以爭奪與歌手合唱之機會。
優勝組合可登上FD王座及取得獎金一千萬韓元，並需要繼續出演該節目直到五連勝或遭到淘汰為止。另獲勝隊伍在決賽舞台中的合唱歌曲，均會以單曲的形式發行，而此曲之著作權能夠維持至往後的70年（由成功登記後一刻起計算）以及會被韓國法律所保護。為保障獲勝的參賽者們能夠得到稅收，SBS會為他們登記為韓國音樂表演者聯合會的一員，及後他們會自動享有作為韓國歌手的專利。

### 1：3對決舞台
進入第三回合後的參賽者需要在此舞台中表現出個人獨特的一面，使自己能夠被歌手選中並一同進入決賽舞台。在此舞台當中，參賽者需要演唱一首由對應歌手原唱之歌曲。始時歌手會先演唱一小段，而餘下的部份則由三名參賽者一同演唱，但當各自的舞台（左、中、右）亮燈後，該名參賽者才可進行演唱，因此每人需要演唱的部份均不同。此舞台結束後，歌手會以三名參賽者在第一印象及此舞台的表現、FD評審團或競爭歌手的提議等各項因素選出他們認為最適合與其合唱之拍擋以進行最終競演。

### 決賽舞台
當每位歌手均選出各自的Fantastic Duo後，便會開始二人組合之間的最終競演。每隊的舞台完結後會由現場觀眾進行評分，在300名觀眾中取得最高票數（分數）的組合便能成為當晚的優勝者。

## 固定嘉賓
| 姓名   | 性質       |
| 全炫茂 | 主持人     |
| 朴明洙 | 評審團團員 |
| 張允瀞 | 評審團團員 |
| 徐章勛 | 評審團團員 |
| 尹尚   | 評審團團員 |
| 韓熙俊 | 評審團團員 |

## 各集資訊及賽果
- 優勝者
- 連勝失敗
- 連勝成功（連勝次數≦5）

### 試播集
| 播出日期                          | 主要嘉賓 | 預選曲                    | FD評審團                                                                 | 嘉賓的選擇                               | 嘉賓的選擇                          | 嘉賓的選擇 | 決賽舞台                       | 分數 |
| 播出日期                          | 主要嘉賓 | 預選曲                    | FD評審團                                                                 | 最終三甲                                 | 表演曲目                            | 最後的選擇 | 決賽舞台                       | 分數 |
| --------------------------------- | -------- | ------------------------- | ------------------------------------------------------------------------ | ---------------------------------------- | ----------------------------------- | ---------- | ------------------------------ | ---- |
| 2016年2月9日 本集主題：國民純情頌 | 朴明洙   | 冷面 （냉면）             | 尹尚、金淑、尹正秀、韓熙俊、姜均成、徐章煇、金秀路、Lovelyz（Kei、叡仁） | "國樂姊妹"－李明華、李明學               | ／                                  | FourSir    | 傻瓜對傻瓜 （바보에게 바보가） | 127  |
| 2016年2月9日 本集主題：國民純情頌 | 朴明洙   | 冷面 （냉면）             | 尹尚、金淑、尹正秀、韓熙俊、姜均成、徐章煇、金秀路、Lovelyz（Kei、叡仁） | "英國男子"－Ancrod                       | 一枝蠟燭（原唱：g.o.d）             | FourSir    | 傻瓜對傻瓜 （바보에게 바보가） | 127  |
| 2016年2月9日 本集主題：國民純情頌 | 朴明洙   | 冷面 （냉면）             | 尹尚、金淑、尹正秀、韓熙俊、姜均成、徐章煇、金秀路、Lovelyz（Kei、叡仁） | "FourSir"－文俊哲、金亨聖 申東烈、曹泰熙 | 求婚（原唱：Noel）                  | FourSir    | 傻瓜對傻瓜 （바보에게 바보가） | 127  |
| 2016年2月9日 本集主題：國民純情頌 | 張允瀞   | 喜歡你 （당신이좋아）     | 尹尚、金淑、尹正秀、韓熙俊、姜均成、徐章煇、金秀路、Lovelyz（Kei、叡仁） | "心動聲樂家"－李昇勳                     | ／                                  | 徐丙順     | 招魂 （초혼）                  | 262  |
| 2016年2月9日 本集主題：國民純情頌 | 張允瀞   | 喜歡你 （당신이좋아）     | 尹尚、金淑、尹正秀、韓熙俊、姜均成、徐章煇、金秀路、Lovelyz（Kei、叡仁） | "聚餐王"－徐俊烈                         | ／                                  | 徐丙順     | 招魂 （초혼）                  | 262  |
| 2016年2月9日 本集主題：國民純情頌 | 張允瀞   | 喜歡你 （당신이좋아）     | 尹尚、金淑、尹正秀、韓熙俊、姜均成、徐章煇、金秀路、Lovelyz（Kei、叡仁） | "七旬計程車"－徐丙順                     | ／                                  | 徐丙順     | 招魂 （초혼）                  | 262  |
| 2016年2月9日 本集主題：國民純情頌 | 任昌丁   | 再一次相愛 （또다시사랑） | 尹尚、金淑、尹正秀、韓熙俊、姜均成、徐章煇、金秀路、Lovelyz（Kei、叡仁） | "快遞The MAX"－李光棟                    | ／                                  | 李光棟     | 一杯燒酒 （소주한잔）          | 275  |
| 2016年2月9日 本集主題：國民純情頌 | 任昌丁   | 再一次相愛 （또다시사랑） | 尹尚、金淑、尹正秀、韓熙俊、姜均成、徐章煇、金秀路、Lovelyz（Kei、叡仁） | "三十箱子"－閔鎮成、金志賢               | 與狼共舞（原唱：任昌丁）            | 李光棟     | 一杯燒酒 （소주한잔）          | 275  |
| 2016年2月9日 本集主題：國民純情頌 | 任昌丁   | 再一次相愛 （또다시사랑） | 尹尚、金淑、尹正秀、韓熙俊、姜均成、徐章煇、金秀路、Lovelyz（Kei、叡仁） | "119擴音器"－張日賢                      | ／                                  | 李光棟     | 一杯燒酒 （소주한잔）          | 275  |
| 2016年2月9日 本集主題：國民純情頌 | 金範洙   | 出現 （나타나）           | 尹尚、金淑、尹正秀、韓熙俊、姜均成、徐章煇、金秀路、Lovelyz（Kei、叡仁） | "往十里健身女"－朴賢周                   | ／                                  | 金多美     | 最後的愛 （끝사랑）            | 277  |
| 2016年2月9日 本集主題：國民純情頌 | 金範洙   | 出現 （나타나）           | 尹尚、金淑、尹正秀、韓熙俊、姜均成、徐章煇、金秀路、Lovelyz（Kei、叡仁） | "泗川魚餅少女"－金多美                   | I Have Nothing（原唱：惠妮·休斯頓） | 金多美     | 最後的愛 （끝사랑）            | 277  |
| 2016年2月9日 本集主題：國民純情頌 | 金範洙   | 出現 （나타나）           | 尹尚、金淑、尹正秀、韓熙俊、姜均成、徐章煇、金秀路、Lovelyz（Kei、叡仁） | "天安金湴秀"－郭浩民                     | 出現（原唱：金範洙）                | 金多美     | 最後的愛 （끝사랑）            | 277  |

### 正規放送
| 集數 播出日期                                                | 主要嘉賓 | 預選曲                                         | FD評審團                                                                                 | 嘉賓的選擇                                         | 嘉賓的選擇                                                | 嘉賓的選擇                        | 決賽舞台                                                           | 分數                                                      |
| 集數 播出日期                                                | 主要嘉賓 | 預選曲                                         | FD評審團                                                                                 | 最終三甲                                           | 第一印象                                                  | 最後的選擇                        | 決賽舞台                                                           | 分數                                                      |
| ------------------------------------------------------------ | -------- | ---------------------------------------------- | ---------------------------------------------------------------------------------------- | -------------------------------------------------- | --------------------------------------------------------- | --------------------------------- | ------------------------------------------------------------------ | --------------------------------------------------------- |
| 1–2 (2016年4月17日) (2016年4月24日) 本集主題：歌謠大賞受賞曲 | 任昌丁   | 我這樣的傢伙 （나란놈이란）                    | 尹尚、韓熙俊、徐章煇、盧士燕、金煥、張允瀞、朴明洙、圭賢、姜昇潤、LABOUM（ZN、率濱）     | "結婚Gummy"－朱雪玉                                | ／                                                        | 朱雪玉                            | 那時再一次 （그때 또 다시）                                        | 272                                                       |
| 1–2 (2016年4月17日) (2016年4月24日) 本集主題：歌謠大賞受賞曲 | 任昌丁   | 我這樣的傢伙 （나란놈이란）                    | 尹尚、韓熙俊、徐章煇、盧士燕、金煥、張允瀞、朴明洙、圭賢、姜昇潤、LABOUM（ZN、率濱）     | "三段高音薛老師"－薛敏智                           | ／                                                        | 朱雪玉                            | 那時再一次 （그때 또 다시）                                        | 272                                                       |
| 1–2 (2016年4月17日) (2016年4月24日) 本集主題：歌謠大賞受賞曲 | 任昌丁   | 我這樣的傢伙 （나란놈이란）                    | 尹尚、韓熙俊、徐章煇、盧士燕、金煥、張允瀞、朴明洙、圭賢、姜昇潤、LABOUM（ZN、率濱）     | "延大牙科女神"－李藝智                             | ／                                                        | 朱雪玉                            | 那時再一次 （그때 또 다시）                                        | 272                                                       |
| 1–2 (2016年4月17日) (2016年4月24日) 本集主題：歌謠大賞受賞曲 | 太陽     | LOSER                                          | 尹尚、韓熙俊、徐章煇、盧士燕、金煥、張允瀞、朴明洙、圭賢、姜昇潤、LABOUM（ZN、率濱）     | "印度尼西亞BABE"－Julia                            | ／                                                        | 李瑞珍                            | 眼、鼻、口 （눈,코,입）                                            | 289                                                       |
| 1–2 (2016年4月17日) (2016年4月24日) 本集主題：歌謠大賞受賞曲 | 太陽     | LOSER                                          | 尹尚、韓熙俊、徐章煇、盧士燕、金煥、張允瀞、朴明洙、圭賢、姜昇潤、LABOUM（ZN、率濱）     | "銀行職員BIGBANG"－金成圭、宋元浩                  | FANTASTIC BABY（原唱：BIGBANG）                           | 李瑞珍                            | 眼、鼻、口 （눈,코,입）                                            | 289                                                       |
| 1–2 (2016年4月17日) (2016年4月24日) 本集主題：歌謠大賞受賞曲 | 太陽     | LOSER                                          | 尹尚、韓熙俊、徐章煇、盧士燕、金煥、張允瀞、朴明洙、圭賢、姜昇潤、LABOUM（ZN、率濱）     | "大田節奏流氓"－李瑞珍                             | ／                                                        | 李瑞珍                            | 眼、鼻、口 （눈,코,입）                                            | 289                                                       |
| 1–2 (2016年4月17日) (2016年4月24日) 本集主題：歌謠大賞受賞曲 | 李仙姬   | 人海之間遇見你 （그 중에 그대를 만나）         | 尹尚、韓熙俊、徐章煇、盧士燕、金煥、張允瀞、朴明洙、圭賢、姜昇潤、LABOUM（ZN、率濱）     | "明朗18歲藝珍姑娘"－金藝珍                         | 美麗的江山                                                | 金藝珍                            | 我經常想你 （나 항상 그대를）                                      | 291                                                       |
| 1–2 (2016年4月17日) (2016年4月24日) 本集主題：歌謠大賞受賞曲 | 李仙姬   | 人海之間遇見你 （그 중에 그대를 만나）         | 尹尚、韓熙俊、徐章煇、盧士燕、金煥、張允瀞、朴明洙、圭賢、姜昇潤、LABOUM（ZN、率濱）     | "三千浦玉珠"－金承範                               | 美麗的江山                                                | 金藝珍                            | 我經常想你 （나 항상 그대를）                                      | 291                                                       |
| 1–2 (2016年4月17日) (2016年4月24日) 本集主題：歌謠大賞受賞曲 | 李仙姬   | 人海之間遇見你 （그 중에 그대를 만나）         | 尹尚、韓熙俊、徐章煇、盧士燕、金煥、張允瀞、朴明洙、圭賢、姜昇潤、LABOUM（ZN、率濱）     | "咸安姍妮"－全善姬                                 | 美麗的江山                                                | 金藝珍                            | 我經常想你 （나 항상 그대를）                                      | 291                                                       |
| 1–2 (2016年4月17日) (2016年4月24日) 本集主題：歌謠大賞受賞曲 | 金範洙   | 不適用                                         | 尹尚、韓熙俊、徐章煇、盧士燕、金煥、張允瀞、朴明洙、圭賢、姜昇潤、LABOUM（ZN、率濱）     | 不適用                                             | 不適用                                                    | 金多美                            | 想你 （보고싶다）                                                  | 289                                                       |
| 1–2 (2016年4月17日) (2016年4月24日) 本集主題：歌謠大賞受賞曲 | 特別舞台 | 特別舞台                                       | 特別舞台                                                                                 | 宋昌植(影像出演) & 李仙姬                          | 宋昌植(影像出演) & 李仙姬                                 | 宋昌植(影像出演) & 李仙姬         | 我們（우리는）                                                     | 我們（우리는）                                            |
| 1–2 (2016年4月17日) (2016年4月24日) 本集主題：歌謠大賞受賞曲 | 特別舞台 | 特別舞台                                       | 特別舞台                                                                                 | 李仙姬 & 圭賢                                      | 李仙姬 & 圭賢                                             | 李仙姬 & 圭賢                     | 姻緣（인연） （《王的男人》OST）                                   | 姻緣（인연） （《王的男人》OST）                          |
| 3–4 (2016年5月1日) (2016年5月8日) 本集主題：我們愛過的哥哥們 | 曹誠模   | 不滅的愛情 （불멸의 사랑）                     | 尹尚、韓熙俊、張允瀞、徐章煇、朴明洙、李世英、Hani、洪智敏、金多美                       | "三千浦漢堡王子"－柳勇賢                           | To Heaven（發往天國的信）                                 | 柳勇賢                            | 陪在你身邊 （너의 곁으로） （《巴黎戀人》OST）                     | 287                                                       |
| 3–4 (2016年5月1日) (2016年5月8日) 本集主題：我們愛過的哥哥們 | 曹誠模   | 不滅的愛情 （불멸의 사랑）                     | 尹尚、韓熙俊、張允瀞、徐章煇、朴明洙、李世英、Hani、洪智敏、金多美                       | "蚕室男子維修師"－安一漢                           | 知道嗎                                                    | 柳勇賢                            | 陪在你身邊 （너의 곁으로） （《巴黎戀人》OST）                     | 287                                                       |
| 3–4 (2016年5月1日) (2016年5月8日) 本集主題：我們愛過的哥哥們 | 曹誠模   | 不滅的愛情 （불멸의 사랑）                     | 尹尚、韓熙俊、張允瀞、徐章煇、朴明洙、李世英、Hani、洪智敏、金多美                       | "仁川理髮推子"－安在煥                             | 決心                                                      | 柳勇賢                            | 陪在你身邊 （너의 곁으로） （《巴黎戀人》OST）                     | 287                                                       |
| 3–4 (2016年5月1日) (2016年5月8日) 本集主題：我們愛過的哥哥們 | EXO      | 咆哮 （으르렁）                                | 尹尚、韓熙俊、張允瀞、徐章煇、朴明洙、李世英、Hani、洪智敏、金多美                       | "城內洞姑娘們"－金多英、李寶琳、金燦英、尹在熙     | 你is完美（原唱：MAMAMOO）                                 | 安恩菲                            | Love Me Right                                                      | 279                                                       |
| 3–4 (2016年5月1日) (2016年5月8日) 本集主題：我們愛過的哥哥們 | EXO      | 咆哮 （으르렁）                                | 尹尚、韓熙俊、張允瀞、徐章煇、朴明洙、李世英、Hani、洪智敏、金多美                       | "全羅道紅褲子"－安恩菲                             | 警告（原唱：Tashannie）                                   | 安恩菲                            | Love Me Right                                                      | 279                                                       |
| 3–4 (2016年5月1日) (2016年5月8日) 本集主題：我們愛過的哥哥們 | EXO      | 咆哮 （으르렁）                                | 尹尚、韓熙俊、張允瀞、徐章煇、朴明洙、李世英、Hani、洪智敏、金多美                       | "纛島Boys"－David Oh、Jack Home                    | PICK ME（原唱：PRODUCE 101全體練習生）                    | 安恩菲                            | Love Me Right                                                      | 279                                                       |
| 3–4 (2016年5月1日) (2016年5月8日) 本集主題：我們愛過的哥哥們 | 卞真燮   | 致淑女 （숙녀에게）                            | 尹尚、韓熙俊、張允瀞、徐章煇、朴明洙、李世英、Hani、洪智敏、金多美                       | "默契和音"－吳濟勳 & 朴楚熙                        | 希望事項                                                  | 吳濟勳 & 朴楚熙                   | 再一次走向你                                                       | 281                                                       |
| 3–4 (2016年5月1日) (2016年5月8日) 本集主題：我們愛過的哥哥們 | 卞真燮   | 致淑女 （숙녀에게）                            | 尹尚、韓熙俊、張允瀞、徐章煇、朴明洙、李世英、Hani、洪智敏、金多美                       | "金範秀教會朋友"－吳賢升                           | 你再次對我                                                | 吳濟勳 & 朴楚熙                   | 再一次走向你                                                       | 281                                                       |
| 3–4 (2016年5月1日) (2016年5月8日) 本集主題：我們愛過的哥哥們 | 卞真燮   | 致淑女 （숙녀에게）                            | 尹尚、韓熙俊、張允瀞、徐章煇、朴明洙、李世英、Hani、洪智敏、金多美                       | "鼻音軍統領"－金那熙                               | 像鳥兒一樣                                                | 吳濟勳 & 朴楚熙                   | 再一次走向你                                                       | 281                                                       |
| 3–4 (2016年5月1日) (2016年5月8日) 本集主題：我們愛過的哥哥們 | 李仙姬   | 不適用                                         | 尹尚、韓熙俊、張允瀞、徐章煇、朴明洙、李世英、Hani、洪智敏、金多美                       | 不適用                                             | 不適用                                                    | 金藝珍                            | 翻開回憶的書頁 （추억의 책장을 넘기며）                            | 291                                                       |
| 3–4 (2016年5月1日) (2016年5月8日) 本集主題：我們愛過的哥哥們 | 特別舞台 | 特別舞台                                       | 特別舞台                                                                                 | 李仙姬 & 卞真燮                                    | 李仙姬 & 卞真燮                                           | 李仙姬 & 卞真燮                   | 能給你的只有愛情 （네게 줄수 있는 건 오직 사랑뿐）                 | 能給你的只有愛情 （네게 줄수 있는 건 오직 사랑뿐）        |
| 3–4 (2016年5月1日) (2016年5月8日) 本集主題：我們愛過的哥哥們 | 特別舞台 | 特別舞台                                       | 特別舞台                                                                                 | 曹誠模                                             | 曹誠模                                                    | 曹誠模                            | 決心（다짐）                                                       | 決心（다짐）                                              |
| 5–6 (2016年5月15日) (2016年5月22日 本集主題：眼淚的離別頌    | Ailee    | 給你看 （보여줄게）                            | 尹尚、韓熙俊、徐章煇、張允瀞、朴明洙、李世英、Apink（吳夏榮、金南珠）                    | "跳舞釜山銀行女"－朴惠真                           | ／                                                        | 李敏貞                            | Heaven                                                             | 262                                                       |
| 5–6 (2016年5月15日) (2016年5月22日 本集主題：眼淚的離別頌    | Ailee    | 給你看 （보여줄게）                            | 尹尚、韓熙俊、徐章煇、張允瀞、朴明洙、李世英、Apink（吳夏榮、金南珠）                    | "淡水鰻魚女"－金賽河                               | ／                                                        | 李敏貞                            | Heaven                                                             | 262                                                       |
| 5–6 (2016年5月15日) (2016年5月22日 本集主題：眼淚的離別頌    | Ailee    | 給你看 （보여줄게）                            | 尹尚、韓熙俊、徐章煇、張允瀞、朴明洙、李世英、Apink（吳夏榮、金南珠）                    | "峨嵯山冰淇淋女"－李敏貞                           | Halo                                                      | 李敏貞                            | Heaven                                                             | 262                                                       |
| 5–6 (2016年5月15日) (2016年5月22日 本集主題：眼淚的離別頌    | 張慧珍   | 美麗的日子 （아름다운 날들）                   | 尹尚、韓熙俊、徐章煇、張允瀞、朴明洙、李世英、Apink（吳夏榮、金南珠）                    | "李荷妮經紀人煥兒"－李在煥                         | 那男人、那女人                                            | 姜文成、徐章浩                    | 1994年的某個深夜 （1994년 어느 늦은 밤）                           | 260                                                       |
| 5–6 (2016年5月15日) (2016年5月22日 本集主題：眼淚的離別頌    | 張慧珍   | 美麗的日子 （아름다운 날들）                   | 尹尚、韓熙俊、徐章煇、張允瀞、朴明洙、李世英、Apink（吳夏榮、金南珠）                    | "海雲臺短髮們"－姜民成、徐章浩                     | 那男人、那女人                                            | 姜文成、徐章浩                    | 1994年的某個深夜 （1994년 어느 늦은 밤）                           | 260                                                       |
| 5–6 (2016年5月15日) (2016年5月22日 本集主題：眼淚的離別頌    | 張慧珍   | 美麗的日子 （아름다운 날들）                   | 尹尚、韓熙俊、徐章煇、張允瀞、朴明洙、李世英、Apink（吳夏榮、金南珠）                    | "張慧珍初弟子"－梁恩京                             | 那男人、那女人                                            | 姜文成、徐章浩                    | 1994年的某個深夜 （1994년 어느 늦은 밤）                           | 260                                                       |
| 5–6 (2016年5月15日) (2016年5月22日 本集主題：眼淚的離別頌    | 申昇勳   | I Believe                                      | 尹尚、韓熙俊、徐章煇、張允瀞、朴明洙、李世英、Apink（吳夏榮、金南珠）                    | "工大樂譜女"－石仁惠                               | ／                                                        | 石仁惠                            | 你只是在比我高一點的地方 （나보다 조금 더 높은 곳에 니가 있을 뿐） | 271                                                       |
| 5–6 (2016年5月15日) (2016年5月22日 本集主題：眼淚的離別頌    | 申昇勳   | I Believe                                      | 尹尚、韓熙俊、徐章煇、張允瀞、朴明洙、李世英、Apink（吳夏榮、金南珠）                    | "延南洞珠寶女"－柳賢智                             | ／                                                        | 石仁惠                            | 你只是在比我高一點的地方 （나보다 조금 더 높은 곳에 니가 있을 뿐） | 271                                                       |
| 5–6 (2016年5月15日) (2016年5月22日 本集主題：眼淚的離別頌    | 申昇勳   | I Believe                                      | 尹尚、韓熙俊、徐章煇、張允瀞、朴明洙、李世英、Apink（吳夏榮、金南珠）                    | "紫陽洞興道士"－金漢娜                             | ／                                                        | 石仁惠                            | 你只是在比我高一點的地方 （나보다 조금 더 높은 곳에 니가 있을 뿐） | 271                                                       |
| 5–6 (2016年5月15日) (2016年5月22日 本集主題：眼淚的離別頌    | 李仙姬   | 不適用                                         | 尹尚、韓熙俊、徐章煇、張允瀞、朴明洙、李世英、Apink（吳夏榮、金南珠）                    | 不適用                                             | 不適用                                                    | 金藝珍                            | 離別（이별） （原唱：Patti Kim）                                   | 287                                                       |
| 5–6 (2016年5月15日) (2016年5月22日 本集主題：眼淚的離別頌    | 特別舞台 | 特別舞台                                       | 特別舞台                                                                                 | 張慧珍 & 申昇勳 & Ailee                            | 張慧珍 & 申昇勳 & Ailee                                   | 張慧珍 & 申昇勳 & Ailee           | 微笑中映照出的你 （미소 속에 비친 그대） （原唱：申昇勳）          | 微笑中映照出的你 （미소 속에 비친 그대） （原唱：申昇勳） |
| 5–6 (2016年5月15日) (2016年5月22日 本集主題：眼淚的離別頌    | 特別舞台 | 特別舞台                                       | 特別舞台                                                                                 | 金賢植 (影像聲演) & 申昇勳                         | 金賢植 (影像聲演) & 申昇勳                                | 金賢植 (影像聲演) & 申昇勳        | 被擋住的路（가리워진 길） （原唱：柳在夏）                         | 被擋住的路（가리워진 길） （原唱：柳在夏）                |
| 7–8 (2016年5月29日) (2016年6月5日) 本集主題：國民卡拉OK歌曲  | 金秀姬   | 南行列車 （남행열차）                          | 尹尚、韓熙俊、徐章煇、張允瀞、朴明洙、李連福、李世英、洪智敏、金賽倫                     | "黃家興致姊妹"－黃甫拉兒、黃甫瑟兒                 | 停車場、忘不了                                            | 吳志英                            | 太過份了 （너무합니다）                                            | 273                                                       |
| 7–8 (2016年5月29日) (2016年6月5日) 本集主題：國民卡拉OK歌曲  | 金秀姬   | 南行列車 （남행열차）                          | 尹尚、韓熙俊、徐章煇、張允瀞、朴明洙、李連福、李世英、洪智敏、金賽倫                     | "喜鵲山咖啡王子"－吳志英                           | 停車場、愛慕                                              | 吳志英                            | 太過份了 （너무합니다）                                            | 273                                                       |
| 7–8 (2016年5月29日) (2016年6月5日) 本集主題：國民卡拉OK歌曲  | 金秀姬   | 南行列車 （남행열차）                          | 尹尚、韓熙俊、徐章煇、張允瀞、朴明洙、李連福、李世英、洪智敏、金賽倫                     | "無等山勝利女神"－金開朗                           | 停車場                                                    | 吳志英                            | 太過份了 （너무합니다）                                            | 273                                                       |
| 7–8 (2016年5月29日) (2016年6月5日) 本集主題：國民卡拉OK歌曲  | 輝晟     | 心痛的故事 （가슴 시린 이야기）                | 尹尚、韓熙俊、徐章煇、張允瀞、朴明洙、李連福、李世英、洪智敏、金賽倫                     | "超級奶爸智煥的爸爸"－金炳熙                       | 美人                                                      | 金炳熙                            | ..不可以嗎.. （..안되나요..）                                      | 266                                                       |
| 7–8 (2016年5月29日) (2016年6月5日) 本集主題：國民卡拉OK歌曲  | 輝晟     | 心痛的故事 （가슴 시린 이야기）                | 尹尚、韓熙俊、徐章煇、張允瀞、朴明洙、李連福、李世英、洪智敏、金賽倫                     | "良才洞護理之神"－朴尚旭                           | 無法傳遞的話                                              | 金炳熙                            | ..不可以嗎.. （..안되나요..）                                      | 266                                                       |
| 7–8 (2016年5月29日) (2016年6月5日) 本集主題：國民卡拉OK歌曲  | 輝晟     | 心痛的故事 （가슴 시린 이야기）                | 尹尚、韓熙俊、徐章煇、張允瀞、朴明洙、李連福、李世英、洪智敏、金賽倫                     | "民俗村扇子商人"－申東赫                           | 連結婚都想過了                                            | 金炳熙                            | ..不可以嗎.. （..안되나요..）                                      | 266                                                       |
| 7–8 (2016年5月29日) (2016年6月5日) 本集主題：國民卡拉OK歌曲  | Vibe     | 酒 （술이야）                                  | 尹尚、韓熙俊、徐章煇、張允瀞、朴明洙、李連福、李世英、洪智敏、金賽倫                     | "往十里呼叫中心"－黃河藍                           | ／                                                        | 金賽河                            | 即使恨也再一次 （미워도 다시 한 번）                               | 270                                                       |
| 7–8 (2016年5月29日) (2016年6月5日) 本集主題：國民卡拉OK歌曲  | Vibe     | 酒 （술이야）                                  | 尹尚、韓熙俊、徐章煇、張允瀞、朴明洙、李連福、李世英、洪智敏、金賽倫                     | "炊事兵李兵長"－李藝俊                             | ／                                                        | 金賽河                            | 即使恨也再一次 （미워도 다시 한 번）                               | 270                                                       |
| 7–8 (2016年5月29日) (2016年6月5日) 本集主題：國民卡拉OK歌曲  | Vibe     | 酒 （술이야）                                  | 尹尚、韓熙俊、徐章煇、張允瀞、朴明洙、李連福、李世英、洪智敏、金賽倫                     | "北漢山淡水鰻魚女"－金賽河                         | ／                                                        | 金賽河                            | 即使恨也再一次 （미워도 다시 한 번）                               | 270                                                       |
| 7–8 (2016年5月29日) (2016年6月5日) 本集主題：國民卡拉OK歌曲  | 李仙姬   | 不適用                                         | 尹尚、韓熙俊、徐章煇、張允瀞、朴明洙、李連福、李世英、洪智敏、金賽倫                     | 不適用                                             | 不適用                                                    | 金藝珍                            | 我想知道 （알고싶어요）                                            | 287                                                       |
| 7–8 (2016年5月29日) (2016年6月5日) 本集主題：國民卡拉OK歌曲  | 特別舞台 | 特別舞台                                       | 特別舞台                                                                                 | 金秀姬 & Tiger JK (ft. Bizzy)                      | 金秀姬 & Tiger JK (ft. Bizzy)                             | 金秀姬 & Tiger JK (ft. Bizzy)     | 我想要你（난 널 원해） （原唱：醉虎幫）                            | 我想要你（난 널 원해） （原唱：醉虎幫）                   |
| 9–10 (2016年6月12日) (2016年6月19日) 本集主題：哥哥們回來了  | 金旻鍾   | 善良的愛 （착한 사랑）                         | 尹尚、韓熙俊、徐章煇、張允瀞、朴明洙、金元俊、李勳、金賽倫、李遐怡                       | "水流里起承轉Rock"－趙容周                         | 和你在一起                                                | 鄭允昌                            | 只感受着你 （너만을 느끼며） （原唱：The Blue）                    | 261                                                       |
| 9–10 (2016年6月12日) (2016年6月19日) 本集主題：哥哥們回來了  | 金旻鍾   | 善良的愛 （착한 사랑）                         | 尹尚、韓熙俊、徐章煇、張允瀞、朴明洙、金元俊、李勳、金賽倫、李遐怡                       | "在家我是金旻鐘"－白錫在                           | 悲願                                                      | 鄭允昌                            | 只感受着你 （너만을 느끼며） （原唱：The Blue）                    | 261                                                       |
| 9–10 (2016年6月12日) (2016年6月19日) 本集主題：哥哥們回來了  | 金旻鍾   | 善良的愛 （착한 사랑）                         | 尹尚、韓熙俊、徐章煇、張允瀞、朴明洙、金元俊、李勳、金賽倫、李遐怡                       | "洪川羊爸爸"－鄭允昌                               | 天空之下                                                  | 鄭允昌                            | 只感受着你 （너만을 느끼며） （原唱：The Blue）                    | 261                                                       |
| 9–10 (2016年6月12日) (2016年6月19日) 本集主題：哥哥們回來了  | 水晶男孩 | Couple （커플）                                | 尹尚、韓熙俊、徐章煇、張允瀞、朴明洙、金元俊、李勳、金賽倫、李遐怡                       | "奔跑的韓女子"－韓圭美                             | ／                                                        | 宋正文 & 鄭韓潔                   | 請記住我 （기억해줄래）                                            | 277                                                       |
| 9–10 (2016年6月12日) (2016年6月19日) 本集主題：哥哥們回來了  | 水晶男孩 | Couple （커플）                                | 尹尚、韓熙俊、徐章煇、張允瀞、朴明洙、金元俊、李勳、金賽倫、李遐怡                       | "愛水晶男孩的第三十天"－徐賢智                     | ／                                                        | 宋正文 & 鄭韓潔                   | 請記住我 （기억해줄래）                                            | 277                                                       |
| 9–10 (2016年6月12日) (2016年6月19日) 本集主題：哥哥們回來了  | 水晶男孩 | Couple （커플）                                | 尹尚、韓熙俊、徐章煇、張允瀞、朴明洙、金元俊、李勳、金賽倫、李遐怡                       | "我們都愛水晶"－宋正文 & 鄭韓潔                    | ／                                                        | 宋正文 & 鄭韓潔                   | 請記住我 （기억해줄래）                                            | 277                                                       |
| 9–10 (2016年6月12日) (2016年6月19日) 本集主題：哥哥們回來了  | Vibe     | 瘋了嗎 （미친거니）                            | 尹尚、韓熙俊、徐章煇、張允瀞、朴明洙、金元俊、李勳、金賽倫、李遐怡                       | "家常飯店瑪蒂爾達"－景尚恩                         | 能否再愛一次（原唱：4Men）                                | 尹民書                            | 再次回來 （다시 와주라）                                           | 288                                                       |
| 9–10 (2016年6月12日) (2016年6月19日) 本集主題：哥哥們回來了  | Vibe     | 瘋了嗎 （미친거니）                            | 尹尚、韓熙俊、徐章煇、張允瀞、朴明洙、金元俊、李勳、金賽倫、李遐怡                       | "戲子甜甜圈"－吳高銀                               | Promise U                                                 | 尹民書                            | 再次回來 （다시 와주라）                                           | 288                                                       |
| 9–10 (2016年6月12日) (2016年6月19日) 本集主題：哥哥們回來了  | Vibe     | 瘋了嗎 （미친거니）                            | 尹尚、韓熙俊、徐章煇、張允瀞、朴明洙、金元俊、李勳、金賽倫、李遐怡                       | "14歲高音大將"－尹民書                             | 看着照片                                                  | 尹民書                            | 再次回來 （다시 와주라）                                           | 288                                                       |
| 9–10 (2016年6月12日) (2016年6月19日) 本集主題：哥哥們回來了  | 李仙姬   | 不適用                                         | 尹尚、韓熙俊、徐章煇、張允瀞、朴明洙、金元俊、李勳、金賽倫、李遐怡                       | 不適用                                             | 不適用                                                    | 金藝珍                            | 美麗的江山 （아름다운 강산）                                       | 291                                                       |
| 9–10 (2016年6月12日) (2016年6月19日) 本集主題：哥哥們回來了  | 特別舞台 | 特別舞台                                       | 特別舞台                                                                                 | 尹尚 & Vibe                                        | 尹尚 & Vibe                                               | 尹尚 & Vibe                       | 流逝的時間 （가려진 시간 사이로）                                  | 流逝的時間 （가려진 시간 사이로）                         |
| 9–10 (2016年6月12日) (2016年6月19日) 本集主題：哥哥們回來了  | 特別舞台 | 特別舞台                                       | 特別舞台                                                                                 | 李仙姬 & 金藝珍                                    | 李仙姬 & 金藝珍                                           | 李仙姬 & 金藝珍                   | 致J （J에게）                                                      | 致J （J에게）                                             |
| 11–12 (2016年6月26日) (2016年7月3日)                         | 金泰宇   | 愛情雨 （사랑비）                              | 尹尚、韓熙俊、徐章煇、張允瀞、朴明洙、安信源、金興國、洪錫天、安文淑、金賽倫、喜悅Dana   | "東大門孝子洪兒"－洪鎮勇                           | 愛你並記住你（原唱：g.o.d）                               | 朴周賢                            | 路 （길） （原唱：g.o.d）                                          | 287                                                       |
| 11–12 (2016年6月26日) (2016年7月3日)                         | 金泰宇   | 愛情雨 （사랑비）                              | 尹尚、韓熙俊、徐章煇、張允瀞、朴明洙、安信源、金興國、洪錫天、安文淑、金賽倫、喜悅Dana   | "月尾島小巨人"－朴周賢                             | HIGH HIGH                                                 | 朴周賢                            | 路 （길） （原唱：g.o.d）                                          | 287                                                       |
| 11–12 (2016年6月26日) (2016年7月3日)                         | 金泰宇   | 愛情雨 （사랑비）                              | 尹尚、韓熙俊、徐章煇、張允瀞、朴明洙、安信源、金興國、洪錫天、安文淑、金賽倫、喜悅Dana   | "富平打工女神"－徐藝琳                             | 普通的日子                                                | 朴周賢                            | 路 （길） （原唱：g.o.d）                                          | 287                                                       |
| 11–12 (2016年6月26日) (2016年7月3日)                         | 李秀英   | Grace                                          | 尹尚、韓熙俊、徐章煇、張允瀞、朴明洙、安信源、金興國、洪錫天、安文淑、金賽倫、喜悅Dana   | "刨冰店成始璄"－盧惠誠                             | 該有多好（좋을 텐데） （原唱：成始璄）                    | 盧惠誠                            | 還有 我愛你 （그리고 사랑해）                                      | 260                                                       |
| 11–12 (2016年6月26日) (2016年7月3日)                         | 李秀英   | Grace                                          | 尹尚、韓熙俊、徐章煇、張允瀞、朴明洙、安信源、金興國、洪錫天、安文淑、金賽倫、喜悅Dana   | "弘大Trot英雄"－朴英雄                             | 親愛的你不要變（그대여 변치마오）（原唱：南鎮）           | 盧惠誠                            | 還有 我愛你 （그리고 사랑해）                                      | 260                                                       |
| 11–12 (2016年6月26日) (2016年7月3日)                         | 李秀英   | Grace                                          | 尹尚、韓熙俊、徐章煇、張允瀞、朴明洙、安信源、金興國、洪錫天、安文淑、金賽倫、喜悅Dana   | "狎鷗亭銀行Rock star"－全昌勳                      | 花（플라워）（原唱：蘇有珍）                              | 盧惠誠                            | 還有 我愛你 （그리고 사랑해）                                      | 260                                                       |
| 11–12 (2016年6月26日) (2016年7月3日)                         | Fany     | Missing You                                    | 尹尚、韓熙俊、徐章煇、張允瀞、朴明洙、安信源、金興國、洪錫天、安文淑、金賽倫、喜悅Dana   | "坡州栗谷高音樂老師"－富鍚賢                       | 即使心痛 Sea Of Love（原唱：Fly to the Sky）              | 鄭明奎                            | 像個男人 （남자답게）                                              | 285                                                       |
| 11–12 (2016年6月26日) (2016年7月3日)                         | Fany     | Missing You                                    | 尹尚、韓熙俊、徐章煇、張允瀞、朴明洙、安信源、金興國、洪錫天、安文淑、金賽倫、喜悅Dana   | "安山黃油Fany"－朴浩相                             | 即使心痛 Sea Of Love（原唱：Fly to the Sky）              | 鄭明奎                            | 像個男人 （남자답게）                                              | 285                                                       |
| 11–12 (2016年6月26日) (2016年7月3日)                         | Fany     | Missing You                                    | 尹尚、韓熙俊、徐章煇、張允瀞、朴明洙、安信源、金興國、洪錫天、安文淑、金賽倫、喜悅Dana   | "慶南大學呆子"－鄭明奎                             | 即使心痛 Sea Of Love（原唱：Fly to the Sky）              | 鄭明奎                            | 像個男人 （남자답게）                                              | 285                                                       |
| 11–12 (2016年6月26日) (2016年7月3日)                         | 南鎮     | 不適用                                         | 尹尚、韓熙俊、徐章煇、張允瀞、朴明洙、安信源、金興國、洪錫天、安文淑、金賽倫、喜悅Dana   | 金泰宇                                             | 不適用                                                    | 金泰宇                            | 空玻璃杯 （빈잔）                                                  | 不適用                                                    |
| 11–12 (2016年6月26日) (2016年7月3日)                         | 南鎮     | 不適用                                         | 尹尚、韓熙俊、徐章煇、張允瀞、朴明洙、安信源、金興國、洪錫天、安文淑、金賽倫、喜悅Dana   | 李秀英                                             | 不適用                                                    | 金泰宇                            | 空玻璃杯 （빈잔）                                                  | 不適用                                                    |
| 11–12 (2016年6月26日) (2016年7月3日)                         | 南鎮     | 不適用                                         | 尹尚、韓熙俊、徐章煇、張允瀞、朴明洙、安信源、金興國、洪錫天、安文淑、金賽倫、喜悅Dana   | Fany                                               | 不適用                                                    | 金泰宇                            | 空玻璃杯 （빈잔）                                                  | 不適用                                                    |
| 11–12 (2016年6月26日) (2016年7月3日)                         | 特別舞台 | 特別舞台                                       | 特別舞台                                                                                 | 南鎮 & 張允瀞                                      | 南鎮 & 張允瀞                                             | 南鎮 & 張允瀞                     | 心痛（가슴 아프게）                                                | 心痛（가슴 아프게）                                       |
| 13–14 (2016年7月10日) (2016年7月17日)                        | 楊姬銀   | 晨露 （아침이슬）                              | 尹尚、朴美善、徐章煇、張允瀞、朴明洙、韓熙俊、高靜敏、LABOUM（金柔廷、率濱）、白佳       | "舍堂洞雙酒窩"－林秀宗                             | 無法實現的愛情                                            | 林秀宗                            | 面對愛情的淒涼 （사랑 그 쓸쓸함에 대하여）                         | 271                                                       |
| 13–14 (2016年7月10日) (2016年7月17日)                        | 楊姬銀   | 晨露 （아침이슬）                              | 尹尚、朴美善、徐章煇、張允瀞、朴明洙、韓熙俊、高靜敏、LABOUM（金柔廷、率濱）、白佳       | "大排檔金光石"－姜韓錫                             | 寒溪嶺                                                    | 林秀宗                            | 面對愛情的淒涼 （사랑 그 쓸쓸함에 대하여）                         | 271                                                       |
| 13–14 (2016年7月10日) (2016年7月17日)                        | 楊姬銀   | 晨露 （아침이슬）                              | 尹尚、朴美善、徐章煇、張允瀞、朴明洙、韓熙俊、高靜敏、LABOUM（金柔廷、率濱）、白佳       | "花漾六十"－                                       | 只要有你就好                                              | 林秀宗                            | 面對愛情的淒涼 （사랑 그 쓸쓸함에 대하여）                         | 271                                                       |
| 13–14 (2016年7月10日) (2016年7月17日)                        | SISTAR   | Give It To Me                                  | 尹尚、朴美善、徐章煇、張允瀞、朴明洙、韓熙俊、高靜敏、LABOUM（金柔廷、率濱）、白佳       | "黃花魚少女"－孫景珍                               | Shake it                                                  | 孫景珍                            | Crying                                                             | 274                                                       |
| 13–14 (2016年7月10日) (2016年7月17日)                        | SISTAR   | Give It To Me                                  | 尹尚、朴美善、徐章煇、張允瀞、朴明洙、韓熙俊、高靜敏、LABOUM（金柔廷、率濱）、白佳       | "雙門洞愛瘋"－金珍熙                               | MA BOY（原唱：SISTAR19）                                  | 孫景珍                            | Crying                                                             | 274                                                       |
| 13–14 (2016年7月10日) (2016年7月17日)                        | SISTAR   | Give It To Me                                  | 尹尚、朴美善、徐章煇、張允瀞、朴明洙、韓熙俊、高靜敏、LABOUM（金柔廷、率濱）、白佳       | "由SISTAR逆轉人生"－金燦美                         | Touch My Body                                             | 孫景珍                            | Crying                                                             | 274                                                       |
| 13–14 (2016年7月10日) (2016年7月17日)                        | 金健模   | 錯誤的相遇 （잘못된 만남）                     | 尹尚、朴美善、徐章煇、張允瀞、朴明洙、韓熙俊、高靜敏、LABOUM（金柔廷、率濱）、白佳       | "馬山雪莉"－金惠仁                                 | 首爾的月亮                                                | 金惠仁                            | 對不起 （미안해요）                                                | 287                                                       |
| 13–14 (2016年7月10日) (2016年7月17日)                        | 金健模   | 錯誤的相遇 （잘못된 만남）                     | 尹尚、朴美善、徐章煇、張允瀞、朴明洙、韓熙俊、高靜敏、LABOUM（金柔廷、率濱）、白佳       | "龍踏洞強勢姐姐"－權度妍                           | ／                                                        | 金惠仁                            | 對不起 （미안해요）                                                | 287                                                       |
| 13–14 (2016年7月10日) (2016年7月17日)                        | 金健模   | 錯誤的相遇 （잘못된 만남）                     | 尹尚、朴美善、徐章煇、張允瀞、朴明洙、韓熙俊、高靜敏、LABOUM（金柔廷、率濱）、白佳       | "含堂洞網吧女子"－李秀貞                           | 雨中的女人                                                | 金惠仁                            | 對不起 （미안해요）                                                | 287                                                       |
| 13–14 (2016年7月10日) (2016年7月17日)                        | 金泰宇   | 不適用                                         | 尹尚、朴美善、徐章煇、張允瀞、朴明洙、韓熙俊、高靜敏、LABOUM（金柔廷、率濱）、白佳       | 不適用                                             | 不適用                                                    | 朴周賢                            | 致母親（어머님께） （原唱：g.o.d）                                 | 285                                                       |
| 13–14 (2016年7月10日) (2016年7月17日)                        | 特別舞台 | 特別舞台                                       | 特別舞台                                                                                 | 楊姬銀 & 樂童音樂家                                | 楊姬銀 & 樂童音樂家                                       | 楊姬銀 & 樂童音樂家               | 媽媽對女兒（엄마가 딸에게）                                        | 媽媽對女兒（엄마가 딸에게）                               |
| 13–14 (2016年7月10日) (2016年7月17日)                        | 特別舞台 | 特別舞台                                       | 特別舞台                                                                                 | 楊姬銀 & 金健模 & 金泰宇 & SISTAR                  | 楊姬銀 & 金健模 & 金泰宇 & SISTAR                         | 楊姬銀 & 金健模 & 金泰宇 & SISTAR | 藉口（핑계）                                                       | 藉口（핑계）                                              |
| 15–16 (2016年7月24日) (2016年7月31日)                        | 閔庚勳   | 膽小鬼 （겁쟁이）                              | 尹尚、韓熙俊、徐章煇、張允瀞、朴明洙、李秀英、洪京民、權五重、金賽倫                     | "南楊州慶典王子"－尹載赫                           | 離開我的愛情（原唱：Buzz (韓國樂團)）                     | 朴鎮國                            | 不懂男人 （남자를 몰라）                                           | 280                                                       |
| 15–16 (2016年7月24日) (2016年7月31日)                        | 閔庚勳   | 膽小鬼 （겁쟁이）                              | 尹尚、韓熙俊、徐章煇、張允瀞、朴明洙、李秀英、洪京民、權五重、金賽倫                     | "閔庚勳後輩青筋美男"－李正錫                       | 貧困的愛（原唱：Buzz (韓國樂團)）                         | 朴鎮國                            | 不懂男人 （남자를 몰라）                                           | 280                                                       |
| 15–16 (2016年7月24日) (2016年7月31日)                        | 閔庚勳   | 膽小鬼 （겁쟁이）                              | 尹尚、韓熙俊、徐章煇、張允瀞、朴明洙、李秀英、洪京民、權五重、金賽倫                     | "大田朴社長"－朴鎮國                               | ／                                                        | 朴鎮國                            | 不懂男人 （남자를 몰라）                                           | 280                                                       |
| 15–16 (2016年7月24日) (2016年7月31日)                        | 金鍾國   | 一個男人 （한 남자）                           | 尹尚、韓熙俊、徐章煇、張允瀞、朴明洙、李秀英、洪京民、權五重、金賽倫                     | "奉天洞s曲線"－李慧原                              | Love Is（原唱：Turbo）                                    | 李景序                            | 信 （편지）                                                        | 283                                                       |
| 15–16 (2016年7月24日) (2016年7月31日)                        | 金鍾國   | 一個男人 （한 남자）                           | 尹尚、韓熙俊、徐章煇、張允瀞、朴明洙、李秀英、洪京民、權五重、金賽倫                     | "大永高射手"－李景序                               | 可愛                                                      | 李景序                            | 信 （편지）                                                        | 283                                                       |
| 15–16 (2016年7月24日) (2016年7月31日)                        | 金鍾國   | 一個男人 （한 남자）                           | 尹尚、韓熙俊、徐章煇、張允瀞、朴明洙、李秀英、洪京民、權五重、金賽倫                     | "軍人的女兒"－千健藝                               | 某個爵士樂酒吧                                            | 李景序                            | 信 （편지）                                                        | 283                                                       |
| 15–16 (2016年7月24日) (2016年7月31日)                        | 李鉉宇   | 分手後的翌日 （헤어진 다음날）                 | 尹尚、韓熙俊、徐章煇、張允瀞、朴明洙、李秀英、洪京民、權五重、金賽倫                     | "禾殼洞回歸女"－崔愛妍                             | 夢                                                        | 金漢娜                            | 只能從悲傷中將你抹去 （슬픔 속에 그댈 지워야만 해）                | 266                                                       |
| 15–16 (2016年7月24日) (2016年7月31日)                        | 李鉉宇   | 分手後的翌日 （헤어진 다음날）                 | 尹尚、韓熙俊、徐章煇、張允瀞、朴明洙、李秀英、洪京民、權五重、金賽倫                     | "愛情傻瓜大鬍子"－洪敦熙                           | ／                                                        | 金漢娜                            | 只能從悲傷中將你抹去 （슬픔 속에 그댈 지워야만 해）                | 266                                                       |
| 15–16 (2016年7月24日) (2016年7月31日)                        | 李鉉宇   | 分手後的翌日 （헤어진 다음날）                 | 尹尚、韓熙俊、徐章煇、張允瀞、朴明洙、李秀英、洪京民、權五重、金賽倫                     | "光州國際高 笛子少女"－金漢娜                      | ／                                                        | 金漢娜                            | 只能從悲傷中將你抹去 （슬픔 속에 그댈 지워야만 해）                | 266                                                       |
| 15–16 (2016年7月24日) (2016年7月31日)                        | 金健模   | 不適用                                         | 尹尚、韓熙俊、徐章煇、張允瀞、朴明洙、李秀英、洪京民、權五重、金賽倫                     | 不適用                                             | 不適用                                                    | 金惠仁                            | 首爾的月亮 （서울의 달）                                           | 285                                                       |
| 17–18 (2016年8月7日) (2016年8月14日)                         | Gummy    | 大小孩 （어른아이）                            | 尹尚、徐章煇、張允瀞、朴明洙、韓熙俊、文熙景、金煥、Bizzy、南宮演、Tiger JK              | "Mr.洪振丹"－洪昇                                  | 早知道做個朋友也好                                        | 鄭昌勳                            | You Are My Everything （《太陽的後裔》OST）                        | 281                                                       |
| 17–18 (2016年8月7日) (2016年8月14日)                         | Gummy    | 大小孩 （어른아이）                            | 尹尚、徐章煇、張允瀞、朴明洙、韓熙俊、文熙景、金煥、Bizzy、南宮演、Tiger JK              | "富川太陽的後裔"－鄭昌勳                           | ／                                                        | 鄭昌勳                            | You Are My Everything （《太陽的後裔》OST）                        | 281                                                       |
| 17–18 (2016年8月7日) (2016年8月14日)                         | Gummy    | 大小孩 （어른아이）                            | 尹尚、徐章煇、張允瀞、朴明洙、韓熙俊、文熙景、金煥、Bizzy、南宮演、Tiger JK              | "安山單身爸爸"－金英周                             | 記憶喪失                                                  | 鄭昌勳                            | You Are My Everything （《太陽的後裔》OST）                        | 281                                                       |
| 17–18 (2016年8月7日) (2016年8月14日)                         | Bada     | Just A Feeling                                 | 尹尚、徐章煇、張允瀞、朴明洙、韓熙俊、文熙景、金煥、Bizzy、南宮演、Tiger JK              | "東大門圓月"－李惠媛                               | I LOVE YOU（原唱：S.E.S.）                                | 趙洪俊                            | Just In Love （꿈을 모아서） （原唱：S.E.S.）                      | 289                                                       |
| 17–18 (2016年8月7日) (2016年8月14日)                         | Bada     | Just A Feeling                                 | 尹尚、徐章煇、張允瀞、朴明洙、韓熙俊、文熙景、金煥、Bizzy、南宮演、Tiger JK              | "大海的王子"－趙洪俊                               | I'm Your Girl（原唱：S.E.S.）                             | 趙洪俊                            | Just In Love （꿈을 모아서） （原唱：S.E.S.）                      | 289                                                       |
| 17–18 (2016年8月7日) (2016年8月14日)                         | Bada     | Just A Feeling                                 | 尹尚、徐章煇、張允瀞、朴明洙、韓熙俊、文熙景、金煥、Bizzy、南宮演、Tiger JK              | "清潭洞兒媳婦"－尹志英                             | Mad                                                       | 趙洪俊                            | Just In Love （꿈을 모아서） （原唱：S.E.S.）                      | 289                                                       |
| 17–18 (2016年8月7日) (2016年8月14日)                         | 尹未來   | Memories                                       | 尹尚、徐章煇、張允瀞、朴明洙、韓熙俊、文熙景、金煥、Bizzy、南宮演、Tiger JK              | "閣樓揚聲器"－桂敏雅                               | 一天一天（原唱：Tashannie）                               | 桂敏雅                            | 黑色幸福 （검은 행복）                                             | 293                                                       |
| 17–18 (2016年8月7日) (2016年8月14日)                         | 尹未來   | Memories                                       | 尹尚、徐章煇、張允瀞、朴明洙、韓熙俊、文熙景、金煥、Bizzy、南宮演、Tiger JK              | "禿山洞大光頭"－梁勇贊                             | Angel（原唱：尹未來） （feat. Tiger JK & Bizzy）          | 桂敏雅                            | 黑色幸福 （검은 행복）                                             | 293                                                       |
| 17–18 (2016年8月7日) (2016年8月14日)                         | 尹未來   | Memories                                       | 尹尚、徐章煇、張允瀞、朴明洙、韓熙俊、文熙景、金煥、Bizzy、南宮演、Tiger JK              | "弘大狸貓"－李漢娜                                 | 警告（原唱：Tashannie）                                   | 桂敏雅                            | 黑色幸福 （검은 행복）                                             | 293                                                       |
| 17–18 (2016年8月7日) (2016年8月14日)                         | 金健模   | 不適用                                         | 尹尚、徐章煇、張允瀞、朴明洙、韓熙俊、文熙景、金煥、Bizzy、南宮演、Tiger JK              | 不適用                                             | 不適用                                                    | 金惠仁                            | 愛情正在離開 （사랑이 떠나가네）                                   | 290                                                       |
| 17–18 (2016年8月7日) (2016年8月14日)                         | 特別舞台 | 特別舞台                                       | 特別舞台                                                                                 | 金健模 & Gummy                                     | 金健模 & Gummy                                            | 金健模 & Gummy                    | Kiss（입맞춤） （原唱：Something Stupid）                          | Kiss（입맞춤） （原唱：Something Stupid）                 |
| 19–20 (2016年8月21日) (2016年8月28日)                        | 盧士燕   | 相遇 （만남）                                  | 尹尚、徐章煇、張允瀞、朴明洙、韓熙俊、金伊娜、Tiger JK、李茂松、梁世燦                   | "仁川梅花鹿獵手"－申星薰                           | 只有你（原唱：朴邱潤）                                    | 孫正秀                            | 蜿蜒曲折的路 （돌고 돌아가는 길）                                  | 283                                                       |
| 19–20 (2016年8月21日) (2016年8月28日)                        | 盧士燕   | 相遇 （만남）                                  | 尹尚、徐章煇、張允瀞、朴明洙、韓熙俊、金伊娜、Tiger JK、李茂松、梁世燦                   | "天涯海角村朋友們"－金賢秀、安世權、金載斌、金誠浩 | 愛情（사랑）（原唱：羅勳兒）、 生活是甚麼（原唱：李茂松） | 孫正秀                            | 蜿蜒曲折的路 （돌고 돌아가는 길）                                  | 283                                                       |
| 19–20 (2016年8月21日) (2016年8月28日)                        | 盧士燕   | 相遇 （만남）                                  | 尹尚、徐章煇、張允瀞、朴明洙、韓熙俊、金伊娜、Tiger JK、李茂松、梁世燦                   | "安東市內明星"－孫正秀                             | baby baby（原唱：4Men）、期望                             | 孫正秀                            | 蜿蜒曲折的路 （돌고 돌아가는 길）                                  | 283                                                       |
| 19–20 (2016年8月21日) (2016年8月28日)                        | 卓在勳   | Oh, My Julia                                   | 尹尚、徐章煇、張允瀞、朴明洙、韓熙俊、金伊娜、Tiger JK、李茂松、梁世燦                   | "六個孩子的世宗市興夫"－孟憲英                     | Gimme! Gimme!                                             | 黃圭完 & 黃藝瑟                   | 愛戀 （애련）                                                      | 266                                                       |
| 19–20 (2016年8月21日) (2016年8月28日)                        | 卓在勳   | Oh, My Julia                                   | 尹尚、徐章煇、張允瀞、朴明洙、韓熙俊、金伊娜、Tiger JK、李茂松、梁世燦                   | "搖滾樂卡車司機"－高正勳                           | 我選擇的路                                                | 黃圭完 & 黃藝瑟                   | 愛戀 （애련）                                                      | 266                                                       |
| 19–20 (2016年8月21日) (2016年8月28日)                        | 卓在勳   | Oh, My Julia                                   | 尹尚、徐章煇、張允瀞、朴明洙、韓熙俊、金伊娜、Tiger JK、李茂松、梁世燦                   | "LA黃家父女"－黃圭完 & 黃藝瑟                      | Oh!Happy                                                  | 黃圭完 & 黃藝瑟                   | 愛戀 （애련）                                                      | 266                                                       |
| 19–20 (2016年8月21日) (2016年8月28日)                        | 尹鍾信   | 往日時光 （오래전 그날）                       | 尹尚、徐章煇、張允瀞、朴明洙、韓熙俊、金伊娜、Tiger JK、李茂松、梁世燦                   | "慶州民宿青年"－盧浩哲                             | 本能                                                      | 趙韓                              | 上坡路 （오르막길）                                                | 284                                                       |
| 19–20 (2016年8月21日) (2016年8月28日)                        | 尹鍾信   | 往日時光 （오래전 그날）                       | 尹尚、徐章煇、張允瀞、朴明洙、韓熙俊、金伊娜、Tiger JK、李茂松、梁世燦                   | "初三洞窟少年"－全燦彬                             | 紅豆刨冰                                                  | 趙韓                              | 上坡路 （오르막길）                                                | 284                                                       |
| 19–20 (2016年8月21日) (2016年8月28日)                        | 尹鍾信   | 往日時光 （오래전 그날）                       | 尹尚、徐章煇、張允瀞、朴明洙、韓熙俊、金伊娜、Tiger JK、李茂松、梁世燦                   | "影像設置趙技師"－趙韓                             | 重生                                                      | 趙韓                              | 上坡路 （오르막길）                                                | 284                                                       |
| 19–20 (2016年8月21日) (2016年8月28日)                        | 尹未來   | 不適用                                         | 尹尚、徐章煇、張允瀞、朴明洙、韓熙俊、金伊娜、Tiger JK、李茂松、梁世燦                   | 不適用                                             | 不適用                                                    | 桂敏雅                            | 活着（살자） （原唱：Tiger JK）（feat. Tiger JK & Bizzy）          | 281                                                       |
| 21–22 (2016年9月4日) (2016年9月11日)                         | 尹福姬   | 在歌唱的地方 （노래하는 곳에）                 | 尹尚、徐章煇、張允瀞、朴明洙、韓熙俊、金賽倫、孫俊浩、金所賢、具本承                     | "快速送遞員"－沈勇善                               | 不復返                                                    | 沈勇善                            | 大家 （여러분）                                                    | 290                                                       |
| 21–22 (2016年9月4日) (2016年9月11日)                         | 尹福姬   | 在歌唱的地方 （노래하는 곳에）                 | 尹尚、徐章煇、張允瀞、朴明洙、韓熙俊、金賽倫、孫俊浩、金所賢、具本承                     | "水果店青年"－李真宇                               | 我就是你（나는 당신을）                                   | 沈勇善                            | 大家 （여러분）                                                    | 290                                                       |
| 21–22 (2016年9月4日) (2016年9月11日)                         | 尹福姬   | 在歌唱的地方 （노래하는 곳에）                 | 尹尚、徐章煇、張允瀞、朴明洙、韓熙俊、金賽倫、孫俊浩、金所賢、具本承                     | "惠化洞Kittens"－柳昌鍚、李勇民、張在赫            | Can't Buy Me Love （原唱：The Beatles）、 大家            | 沈勇善                            | 大家 （여러분）                                                    | 290                                                       |
| 21–22 (2016年9月4日) (2016年9月11日)                         | 金完宣   | 看着我們微笑的小丑 （삐에로는 우릴 보고 웃지） | 尹尚、徐章煇、張允瀞、朴明洙、韓熙俊、金賽倫、孫俊浩、金所賢、具本承                     | "全職主夫"－金秀東                                 | 心情好的日子                                              | 金秀東                            | 旋律中的舞蹈 （리듬 속의 그 춤을）                                 | 274                                                       |
| 21–22 (2016年9月4日) (2016年9月11日)                         | 金完宣   | 看着我們微笑的小丑 （삐에로는 우릴 보고 웃지） | 尹尚、徐章煇、張允瀞、朴明洙、韓熙俊、金賽倫、孫俊浩、金所賢、具本承                     | "旋律中的小丑"－崔在赫                             | ／                                                        | 金秀東                            | 旋律中的舞蹈 （리듬 속의 그 춤을）                                 | 274                                                       |
| 21–22 (2016年9月4日) (2016年9月11日)                         | 金完宣   | 看着我們微笑的小丑 （삐에로는 우릴 보고 웃지） | 尹尚、徐章煇、張允瀞、朴明洙、韓熙俊、金賽倫、孫俊浩、金所賢、具本承                     | "完宣愛情傳道士"－金建鍾                           | 化妝舞會                                                  | 金秀東                            | 旋律中的舞蹈 （리듬 속의 그 춤을）                                 | 274                                                       |
| 21–22 (2016年9月4日) (2016年9月11日)                         | 尹度玹   | 我是蝴蝶 （나는 나비）                         | 尹尚、徐章煇、張允瀞、朴明洙、韓熙俊、金賽倫、孫俊浩、金所賢、具本承                     | "警察宣傳團趙明星"－趙成林                         | 愛情Two                                                   | 趙成林                            | 薄荷糖 （박하사탕）                                                | 291                                                       |
| 21–22 (2016年9月4日) (2016年9月11日)                         | 尹度玹   | 我是蝴蝶 （나는 나비）                         | 尹尚、徐章煇、張允瀞、朴明洙、韓熙俊、金賽倫、孫俊浩、金所賢、具本承                     | "Rock'n'Roll意大利麵"－金昌勇                      | ／                                                        | 趙成林                            | 薄荷糖 （박하사탕）                                                | 291                                                       |
| 21–22 (2016年9月4日) (2016年9月11日)                         | 尹度玹   | 我是蝴蝶 （나는 나비）                         | 尹尚、徐章煇、張允瀞、朴明洙、韓熙俊、金賽倫、孫俊浩、金所賢、具本承                     | "琶州救護車司機"－朴華容                           | 泰山                                                      | 趙成林                            | 薄荷糖 （박하사탕）                                                | 291                                                       |
| 21–22 (2016年9月4日) (2016年9月11日)                         | 尹鍾信   | 不適用                                         | 尹尚、徐章煇、張允瀞、朴明洙、韓熙俊、金賽倫、孫俊浩、金所賢、具本承                     | 不適用                                             | 不適用                                                    | 趙韓                              | 疲憊的一天 （지친 하루）                                           | 286                                                       |
| 25–26 (2016年10月2日) (2016年10月9日)                        | 高耀太   | 純情 （순정）                                  | 尹尚、徐章煇、朴明洙、韓熙俊、金賽倫、南宮演、金煥、裴潤靜                               | "新入社員"－元周熙                                 | 相遇                                                      | 元周熙                            | 悲夢 （비몽）                                                      | 272                                                       |
| 25–26 (2016年10月2日) (2016年10月9日)                        | 高耀太   | 純情 （순정）                                  | 尹尚、徐章煇、朴明洙、韓熙俊、金賽倫、南宮演、金煥、裴潤靜                               | "論峴洞剩女"－全香奇                               | ／                                                        | 元周熙                            | 悲夢 （비몽）                                                      | 272                                                       |
| 25–26 (2016年10月2日) (2016年10月9日)                        | 高耀太   | 純情 （순정）                                  | 尹尚、徐章煇、朴明洙、韓熙俊、金賽倫、南宮演、金煥、裴潤靜                               | "首爾大阿呆與阿瓜"－權成民、金昇寶                 | 我們的夢                                                  | 元周熙                            | 悲夢 （비몽）                                                      | 272                                                       |
| 25–26 (2016年10月2日) (2016年10月9日)                        | DJ DOC   | Run To You                                     | 尹尚、徐章煇、朴明洙、韓熙俊、金賽倫、南宮演、金煥、裴潤靜                               | "街頭戰士"－金秀彬                                 | 與DOC共舞                                                 | 金燦赫                            | 我就是這樣的人 （나 이런 사람이야）                                | 285                                                       |
| 25–26 (2016年10月2日) (2016年10月9日)                        | DJ DOC   | Run To You                                     | 尹尚、徐章煇、朴明洙、韓熙俊、金賽倫、南宮演、金煥、裴潤靜                               | "唱Rap的李代理"－李相旭                            | 莫非定律                                                  | 金燦赫                            | 我就是這樣的人 （나 이런 사람이야）                                | 285                                                       |
| 25–26 (2016年10月2日) (2016年10月9日)                        | DJ DOC   | Run To You                                     | 尹尚、徐章煇、朴明洙、韓熙俊、金賽倫、南宮演、金煥、裴潤靜                               | "奔跑的金代理"－金燦赫                             | Street Life                                               | 金燦赫                            | 我就是這樣的人 （나 이런 사람이야）                                | 285                                                       |
| 25–26 (2016年10月2日) (2016年10月9日)                        | 全仁權   | 你不要擔心 （걱정말아요 그대）                 | 尹尚、徐章煇、朴明洙、韓熙俊、金賽倫、南宮演、金煥、裴潤靜                               | "勇敢的曹世鎬"－朴俊亨                             | 轉啊轉啊轉啊                                              | 鄭賢九                            | 那就是我的世界 （그것만이 내 세상）（原唱：野菊花）                | 295                                                       |
| 25–26 (2016年10月2日) (2016年10月9日)                        | 全仁權   | 你不要擔心 （걱정말아요 그대）                 | 尹尚、徐章煇、朴明洙、韓熙俊、金賽倫、南宮演、金煥、裴潤靜                               | "兩個面孔全教授"－全炳哲                           | 活着的話（原唱：野菊花）                                  | 鄭賢九                            | 那就是我的世界 （그것만이 내 세상）（原唱：野菊花）                | 295                                                       |
| 25–26 (2016年10月2日) (2016年10月9日)                        | 全仁權   | 你不要擔心 （걱정말아요 그대）                 | 尹尚、徐章煇、朴明洙、韓熙俊、金賽倫、南宮演、金煥、裴潤靜                               | "松島流動餐飲車"－鄭賢九                           | 愛過之後                                                  | 鄭賢九                            | 那就是我的世界 （그것만이 내 세상）（原唱：野菊花）                | 295                                                       |
| 25–26 (2016年10月2日) (2016年10月9日)                        | 尹度玹   | 不適用                                         | 尹尚、徐章煇、朴明洙、韓熙俊、金賽倫、南宮演、金煥、裴潤靜                               | 不適用                                             | 不適用                                                    | 趙成林                            | 藍鯨（흰수염고래） （原唱：YB） （feat. YB）                       | 290                                                       |
| 25–26 (2016年10月2日) (2016年10月9日)                        | 特別舞台 | 特別舞台                                       | 特別舞台                                                                                 | 全仁權 & 尹度玹                                    | 全仁權 & 尹度玹                                           | 全仁權 & 尹度玹                   | 拜託（제발）(原唱：野菊花)                                         | 拜託（제발）(原唱：野菊花)                                |
| 27–28 (2016年10月23日) (2016年11月6日)                       | Zion.T   | 拿出來吃吧 （꺼내 먹어요）                     | 尹尚、徐章煇、張允瀞、朴明洙、韓熙俊、金賽倫、朴俊炯、孫俊浩、Ladies' Code（主美、昭政） | "KAIST小混混"－金智允                              | Sponsor($ponsor)                                          | 鄭允京                            | 楊花大橋 （양화대교）                                              | 285                                                       |
| 27–28 (2016年10月23日) (2016年11月6日)                       | Zion.T   | 拿出來吃吧 （꺼내 먹어요）                     | 尹尚、徐章煇、張允瀞、朴明洙、韓熙俊、金賽倫、朴俊炯、孫俊浩、Ladies' Code（主美、昭政） | "董日女高零心兒"－申藝春                           | No Make Up                                                | 鄭允京                            | 楊花大橋 （양화대교）                                              | 285                                                       |
| 27–28 (2016年10月23日) (2016年11月6日)                       | Zion.T   | 拿出來吃吧 （꺼내 먹어요）                     | 尹尚、徐章煇、張允瀞、朴明洙、韓熙俊、金賽倫、朴俊炯、孫俊浩、Ladies' Code（主美、昭政） | "水流里送貸車"－鄭允京                             | 傲慢                                                      | 鄭允京                            | 楊花大橋 （양화대교）                                              | 285                                                       |
| 27–28 (2016年10月23日) (2016年11月6日)                       | 玉珠鉉   | Now                                            | 尹尚、徐章煇、張允瀞、朴明洙、韓熙俊、金賽倫、朴俊炯、孫俊浩、Ladies' Code（主美、昭政） | "奉天洞金慶皓"－李泰郎                             | 永遠                                                      | 金韓宰                            | 我 （난）                                                          | 288                                                       |
| 27–28 (2016年10月23日) (2016年11月6日)                       | 玉珠鉉   | Now                                            | 尹尚、徐章煇、張允瀞、朴明洙、韓熙俊、金賽倫、朴俊炯、孫俊浩、Ladies' Code（主美、昭政） | "德陽區李宰鎮"－金韓宰                             | 永遠的愛                                                  | 金韓宰                            | 我 （난）                                                          | 288                                                       |
| 27–28 (2016年10月23日) (2016年11月6日)                       | 玉珠鉉   | Now                                            | 尹尚、徐章煇、張允瀞、朴明洙、韓熙俊、金賽倫、朴俊炯、孫俊浩、Ladies' Code（主美、昭政） | "東大門玉珠鉉"－朴柱熙                             | 淚悲                                                      | 金韓宰                            | 我 （난）                                                          | 288                                                       |
| 27–28 (2016年10月23日) (2016年11月6日)                       | 李文世   | 當我站在樹蔭之下 （가로수 그늘아래 서면）      | 尹尚、徐章煇、張允瀞、朴明洙、韓熙俊、金賽倫、朴俊炯、孫俊浩、Ladies' Code（主美、昭政） | "佛光洞請願警察"－金寶藍                           | 在雨中                                                    | 金允熙                            | 只有她的笑聲 （그녀의 웃음소리뿐）                                 | 295                                                       |
| 27–28 (2016年10月23日) (2016年11月6日)                       | 李文世   | 當我站在樹蔭之下 （가로수 그늘아래 서면）      | 尹尚、徐章煇、張允瀞、朴明洙、韓熙俊、金賽倫、朴俊炯、孫俊浩、Ladies' Code（主美、昭政） | "元一中波斯菊"－金允熙                             | 當愛情離開了                                              | 金允熙                            | 只有她的笑聲 （그녀의 웃음소리뿐）                                 | 295                                                       |
| 27–28 (2016年10月23日) (2016年11月6日)                       | 李文世   | 當我站在樹蔭之下 （가로수 그늘아래 서면）      | 尹尚、徐章煇、張允瀞、朴明洙、韓熙俊、金賽倫、朴俊炯、孫俊浩、Ladies' Code（主美、昭政） | "微笑天使乘務員"－宋泉里                           | 離別的故事                                                | 金允熙                            | 只有她的笑聲 （그녀의 웃음소리뿐）                                 | 295                                                       |
| 27–28 (2016年10月23日) (2016年11月6日)                       | 全仁權   | 不適用                                         | 尹尚、徐章煇、張允瀞、朴明洙、韓熙俊、金賽倫、朴俊炯、孫俊浩、Ladies' Code（主美、昭政） | 不適用                                             | 不適用                                                    | 鄭賢九                            | 愛過之後 （사랑한 후에） （原唱：野菊花）                          | 291                                                       |
| 27–28 (2016年10月23日) (2016年11月6日)                       | 特別舞台 | 特別舞台                                       | 特別舞台                                                                                 | 李文世 & Zion.T                                    | 李文世 & Zion.T                                           | 李文世 & Zion.T                   | 你還不知道 （난 아직 모르잖아요）                                  | 你還不知道 （난 아직 모르잖아요）                         |
| 29–30 (2016年11月13日) (2016年11月20日)                      | K.Will   | 從今天起的第一天 （오늘부터 1일）              | 尹尚、徐章煇、張允瀞、朴明洙、韓熙俊、金賽倫、金亨奎、梁世燦、李鏞真                     | "唱詩班蜜姐姐"－安智妍                             | Love Blossom                                              | 徐智秀                            | 花開了 （꽃이 핀다）                                               | 282                                                       |
| 29–30 (2016年11月13日) (2016年11月20日)                      | K.Will   | 從今天起的第一天 （오늘부터 1일）              | 尹尚、徐章煇、張允瀞、朴明洙、韓熙俊、金賽倫、金亨奎、梁世燦、李鏞真                     | "K.Will妹妹"－徐智秀                               | 需要你                                                    | 徐智秀                            | 花開了 （꽃이 핀다）                                               | 282                                                       |
| 29–30 (2016年11月13日) (2016年11月20日)                      | K.Will   | 從今天起的第一天 （오늘부터 1일）              | 尹尚、徐章煇、張允瀞、朴明洙、韓熙俊、金賽倫、金亨奎、梁世燦、李鏞真                     | "清涼里拇指公主"－李藝率                           | 淚滴滴（눈물이 뚝뚝）                                     | 徐智秀                            | 花開了 （꽃이 핀다）                                               | 282                                                       |
| 29–30 (2016年11月13日) (2016年11月20日)                      | 金倫我   | 逸脫 （일탈）                                  | 尹尚、徐章煇、張允瀞、朴明洙、韓熙俊、金賽倫、金亨奎、梁世燦、李鏞真                     | "臉胖胖的思春期"－申藝媛                           | 春逝                                                      | 申藝媛                            | Going Home                                                         | 277                                                       |
| 29–30 (2016年11月13日) (2016年11月20日)                      | 金倫我   | 逸脫 （일탈）                                  | 尹尚、徐章煇、張允瀞、朴明洙、韓熙俊、金賽倫、金亨奎、梁世燦、李鏞真                     | "我的夢想是全炫茂"－廉相燁                         | Hey Hey Hey（原唱：紫雨林）                               | 申藝媛                            | Going Home                                                         | 277                                                       |
| 29–30 (2016年11月13日) (2016年11月20日)                      | 金倫我   | 逸脫 （일탈）                                  | 尹尚、徐章煇、張允瀞、朴明洙、韓熙俊、金賽倫、金亨奎、梁世燦、李鏞真                     | "東大門紅皮鞋"－申惠蓮                             | 魔法地毯（原唱：紫雨林）                                  | 申藝媛                            | Going Home                                                         | 277                                                       |
| 29–30 (2016年11月13日) (2016年11月20日)                      | 金慶皓   | 使我悲傷的人們 （나를 슬프게 하는 사람들）     | 尹尚、徐章煇、張允瀞、朴明洙、韓熙俊、金賽倫、金亨奎、梁世燦、李鏞真                     | "全羅道吶喊"－張道仁                               | SHOUT                                                     | Elaine                            | 被禁止的愛情 （금지된 사랑）                                       | 291                                                       |
| 29–30 (2016年11月13日) (2016年11月20日)                      | 金慶皓   | 使我悲傷的人們 （나를 슬프게 하는 사람들）     | 尹尚、徐章煇、張允瀞、朴明洙、韓熙俊、金賽倫、金亨奎、梁世燦、李鏞真                     | "菲律賓慶皓仰慕者"－Elaine                         | 無情                                                      | Elaine                            | 被禁止的愛情 （금지된 사랑）                                       | 291                                                       |
| 29–30 (2016年11月13日) (2016年11月20日)                      | 金慶皓   | 使我悲傷的人們 （나를 슬프게 하는 사람들）     | 尹尚、徐章煇、張允瀞、朴明洙、韓熙俊、金賽倫、金亨奎、梁世燦、李鏞真                     | "江原道翻版金慶皓"－李勇基                         | Now                                                       | Elaine                            | 被禁止的愛情 （금지된 사랑）                                       | 291                                                       |
| 29–30 (2016年11月13日) (2016年11月20日)                      | 李文世   | 不適用                                         | 尹尚、徐章煇、張允瀞、朴明洙、韓熙俊、金賽倫、金亨奎、梁世燦、李鏞真                     | 不適用                                             | 不適用                                                    | 金允熙                            | 口哨 （휘파람）                                                    | 296                                                       |
| 29–30 (2016年11月13日) (2016年11月20日)                      | 特別舞台 | 特別舞台                                       | 特別舞台                                                                                 | 金慶皓                                             | 金慶皓                                                    | 金慶皓                            | Hey Hey Hey （原唱：金倫我）                                       | Hey Hey Hey （原唱：金倫我）                              |
| 29–30 (2016年11月13日) (2016年11月20日)                      | 特別舞台 | 特別舞台                                       | 特別舞台                                                                                 | 李文世 & 金慶皓 & K.Will                           | 李文世 & 金慶皓 & K.Will                                  | 李文世 & 金慶皓 & K.Will          | 無法預料的人生 （알 수 없는 인생）                                 | 無法預料的人生 （알 수 없는 인생）                        |

#### 中秋特輯
| 集數                                       | 順序                      | 金健模組                                               | 金健模組                                                       | VS | 金範洙組                                                                                 | 金範洙組                                               |
| 集數                                       | 順序                      | 組合                                                   | 歌曲名稱 (原名)                                                | VS | 組合                                                                                     | 歌曲名稱 (原名)                                        |
| ------------------------------------------ | ------------------------- | ------------------------------------------------------ | -------------------------------------------------------------- | -- | ---------------------------------------------------------------------------------------- | ------------------------------------------------------ |
| 23–24 中秋特輯 2016年9月18日 2016年9月25日 | 1                         | 金泰宇 & 大田節制流氓－李瑞珍                          | 星期五夜晚 （原唱：g.o.d） 一枝蠟燭（촛불하나）（原唱：g.o.d） | VS | 輝晟 & 大海的王子－趙洪俊                                                                | Insomnia（불면증）（原唱：克雷格·大衛） With Me        |
| 23–24 中秋特輯 2016年9月18日 2016年9月25日 | 2                         | 金興國 & 方背洞醜小子－金健模                          | 59年 往十里（59년 왕십리）                                     | VS | 全仁權 & 楊姬銀                                                                          | 常青樹（상록수）                                       |
| 23–24 中秋特輯 2016年9月18日 2016年9月25日 | 3                         | 張允瀞 & 安東市內明星－孫正秀                          | 招魂 II（초혼 II）                                             | VS | 楊姬銀 & 閣樓揚聲器－桂敏雅                                                              | 悲傷現在再見（슬픔 이젠 안녕）                         |
| 23–24 中秋特輯 2016年9月18日 2016年9月25日 | 4                         | Bada & 14歲高音大將－尹民書 & 明朗18歲藝珍姑娘－金藝珍 | 夢想實現 （原唱：S.E.S.） Maria （原唱：Jimmy Destri）         | VS | 朴明洙 & 海雲台短髮們－姜文成 & 徐章浩 & 泗川魚餅少女－金多美 & 北漢山淡水鰻魚女－金賽河 | Leon（레옹） （原唱：EU God-G Isn't EU (朴明洙 & IU)） |
| 23–24 中秋特輯 2016年9月18日 2016年9月25日 | 5                         | 金健模 & 峨嵯山冰淇淋水女－李敏貞                      | 雨中的女人（빗속의 여인）                                      | VS | 金範洙 & 馬山雪莉－金惠仁                                                                | 男與女（남과여）                                       |
| 23–24 中秋特輯 2016年9月18日 2016年9月25日 | MVP：安東市內明星－孫正秀 |                                                        |                                                                |    |                                                                                          |                                                        |

### 備註
1. ↑  影像特別出演：昭娟 (Laboum)、朴娜萊、Wendy、Joy (Red Velvet)及WINNER。
2. ↑  影像特別出演：Haha。
3. ↑  Suho、Xiumin、伯賢、CHEN、燦烈及都暻秀出演。
4. ↑  影像特別出演：車太鉉、金旻鍾、Younha、金智淑 (Rainbow)、徐寅永（朝鲜语：서인영）及張慧珍的女兒。
5. ↑  影像特別出演：曹世鎬。
6. ↑  影像特別出演：安七炫、金旻鍾的經紀人、第5~6集素人參賽者"海雲台短髮們"－姜文成、徐章浩及輝晟。
7. ↑  殷志源、李宰鎮、姜成勳及金在德出演。
8. ↑  影像特別出演：Shoo、Wendy及Irene (Red Velvet)、Jessi、Running Man李冠鎮PD、叢林的法則PD及晉久。
9. ↑  影像特別出演：John Park、金國鎮（朝鲜语：김국진）、金健模及朴娜萊。
10. ↑  為尹福姬（朝鲜语：윤복희）之影像特別出演：仁順伊、朴海美、Ailee、孫俊浩（朝鲜语：손준호 (배우)）、 金昭炫（朝鲜语：김소현 (1975년)）、金永哲、孫承言（朝鲜语：손승연）及許峻豪；其餘影像特別出演藝人：燃燒的青春（朝鲜语：불타는 청춘 (텔레비전 프로그램)）成員、鄭俊英及金慶皓。
11. ↑  影像特別出演：洪真英、柳熙烈、曹在鉉、金泰源（朝鲜语：김태원 (음악인)）及INFINITE。
12. ↑  只有申智參與最終決賽。
13. ↑  特別出演及舞蹈表演：首爾大阿呆與阿瓜 - 權成文 & 金成甫（高耀太FD參賽者）。
14. ↑  影像特別出演：金奎吏、李鍾碩、太陽、Dara、徐玄及權赫秀。
15. ↑  影像特別出演：權赫秀、姜均成及溫流。

## 歷代FD
| 歷代 | 集數   | 歌手   | 合唱者                   | 分數 （總分：300） |
| ---- | ------ | ------ | ------------------------ | ------------------ |
| 1    | 試播集 | 金範洙 | 魚糕少女－金多美         | 277                |
| 2    | 1–2    | 李仙姬 | 明朗18歲藝珍姑娘－金藝珍 | 291                |
| 2    | 3–4    | 李仙姬 | 明朗18歲藝珍姑娘－金藝珍 | 291                |
| 2    | 5–6    | 李仙姬 | 明朗18歲藝珍姑娘－金藝珍 | 287                |
| 2    | 7–8    | 李仙姬 | 明朗18歲藝珍姑娘－金藝珍 | 287                |
| 2    | 9–10   | 李仙姬 | 明朗18歲藝珍姑娘－金藝珍 | 291                |
| 3    | 11–12  | 金泰宇 | 月尾島小巨人－朴周賢     | 287                |
| 4    | 13–14  | 金健模 | 馬山雪莉－金惠仁         | 287                |
| 4    | 15–16  | 金健模 | 馬山雪莉－金惠仁         | 285                |
| 5    | 17–18  | 尹未來 | 閣樓揚聲器－桂敏雅       | 293                |
| 6    | 19–20  | 尹鍾信 | 影像設置趙技師－趙韓     | 284                |
| 7    | 21–22  | YB     | 警察宣傳團趙明星－趙成林 | 291                |
| 8    | 25–26  | 全仁權 | 松島流動餐飲車－鄭賢九   | 295                |
| 9    | 27–28  | 李文世 | 元一中波斯菊－金允熙     | 295                |
| 9    | 29–30  | 李文世 | 元一中波斯菊－金允熙     | 296                |

## 收視率
紅色表示為開播後最高收視率，藍色則表示為最低收視率。
| 集數 | 播放日期       | AGB收視率（全國） |
| ---- | -------------- | ----------------- |
| 試播 | 2016年2月9日   | 8.4%              |
| 1    | 2016年4月17日  | 5.9%              |
| 2    | 2016年4月24日  | 6.4%              |
| 3    | 2016年5月1日   | 5.9%              |
| 4    | 2016年5月8日   | 5.2%              |
| 5    | 2016年5月15日  | 5.8%              |
| 6    | 2016年5月22日  | 4.9%              |
| 7    | 2016年5月29日  | 5.7%              |
| 8    | 2016年6月5日   | 4.8%              |
| 9    | 2016年6月12日  | 5.8%              |
| 10   | 2016年6月19日  | 4.9%              |
| 11   | 2016年6月26日  | 5.3%              |
| 12   | 2016年7月3日   | 5.4%              |
| 13   | 2016年7月10日  | 7.2%              |
| 14   | 2016年7月17日  | 6.5%              |
| 15   | 2016年7月24日  | 6.2%              |
| 16   | 2016年7月31日  | 5.2%              |
| 17   | 2016年8月7日   | 5.3%              |
| 18   | 2016年8月14日  | 5.4%              |
| 19   | 2016年8月21日  | 5.5%              |
| 20   | 2016年8月28日  | 5.6%              |
| 21   | 2016年9月4日   | 5.9%              |
| 22   | 2016年9月11日  | 6.5%              |
| 23   | 2016年9月18日  | 7.5%              |
| 24   | 2016年9月25日  | 5.8%              |
| 25   | 2016年10月2日  | 6.5%              |
| 26   | 2016年10月9日  | 5.5%              |
| 27   | 2016年10月23日 | 6.0%              |
| 28   | 2016年11月6日  | 5.6%              |
| 29   | 2016年11月13日 | 5.8%              |
| 30   | 2016年11月20日 | 6.2%              |

## 外部連結
- 第一季官方網站
- Everysing（页面存档备份，存于）（英文）